# Bertelia dupla
Bertelia dupla är en fjärilsart som beskrevs av Blanchard 1976. Bertelia dupla ingår i släktet Bertelia och familjen mott. Inga underarter finns listade i Catalogue of Life.